# Hinário
Hinário é um livro contendo uma coleção de canções que tem por finalidade original, serem cantadas em atos comuns. Ao contrário do songbook, a definição de hinário é normalmente atribuída a um grupo definido de canções, principalmente na área religiosa.

## Tipos de hinário

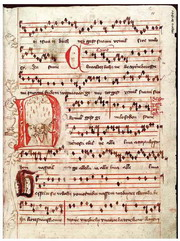
Jistebnický kancionál, hinário tcheco manuscrito provavelmente em 1430.

Os hinários são formulados e listados principalmente para uma temática de músicas, muitas vezes apenas um tópico específico destas.
Os hinários religiosos por exemplo, são desenvolvidos para servirem durante o canto/louvor no culto e outros eventos da comunidade religiosa. Incluem letras e muitas vezes notas explicativas das tradições acerca das canções ali incluídas. Muitos hinários, além das canções e notas, disponibilizam salmos e orações impressas, formando um conjunto doxológico amplo.

## Desenvolvimento histórico dos hinários cristãos
Desde a Idade Média, há a Igreja Católica livros com cânticos em formato de Gradual e Antifonário. Estes livros contém cantos latinos e orientais, entretanto geralmente não são adequados para o canto congregacional, sendo principalmente utilizadas nas schola cantorum. Desde o florescimento do movimento litúrgico na igreja Romana no início do século XX, surgiram textos em Gradual adaptados para o canto congregacional como Kyriale.

### Pré-Reforma e Reforma
Somente durante o período da pré-Reforma foi que os hinários da igreja foram compilados para o público em geral, contendo canções vernáculas. Um dos primeiros livros de hinos conhecidos da igreja - publicado em checo - provavelmente foi impresso em Praga no ano de 1501. Foi Michael White da Unidade dos Irmãos (denominação protestante primitiva hussita) que adaptou em 1531 o livro de cantos Jungbunzlau para a língua alemã.
O reformador Martinho Lutero foi o responsável por popularizar o uso dos hinários durante os cultos na Alemanha, pois considerava a participação da congregação na adoração através dos hinos uma "ferramenta útil para transmissão dos ensinamentos". Em 1524 Lutero e Paul Speratus desenvolveram um livro de canto sagrado de quatro partes, com canções para tenor, o Lobgesang un Psalm.
Em 1564 publicou-se a primeira edição do Etliche schöne christliche Gesäng wie dieselbigen zu Passau von den Schweizer Brüdern in der Gefenknus im Schloss durch göttliche Gnade gedicht und gesungen warden. Ps. 139., livro poesias e canções dos seguidores do movimento Anabatista. Este livro foi o precursor do hinário produzido no calabouço do castelo de Veste Oberhaus, o Ausbund. O referido hinário ainda hoje é usado nos cultos de adoração realizado pelos Amishes, e é o mais antigo livro de hinos continuamente utilizado desde a Reforma.
Na segunda metade do século XVI apareceram numerosos hinários. A invenção da imprensa tornou possível imprimi-los em grande número, tornando-os acessíveis a todos os paroquianos/fiéis. Os hinários vinham frequentemente com instruções para a oração e devoção pessoal contidas em suas páginas; os hinários católicos vinham acompanhados do Catecismo em seu conteúdo.
O reformador João Calvino produziu em 1562 o Saltério de Genebra, os primeiros hinos de salmos completos. O período após a morte de Lutero, foi caracterizado por uma refinada e dogmática teologia, que também se refletiu nos textos dos hinários.

### Contra-Reforma e os hinos católicos

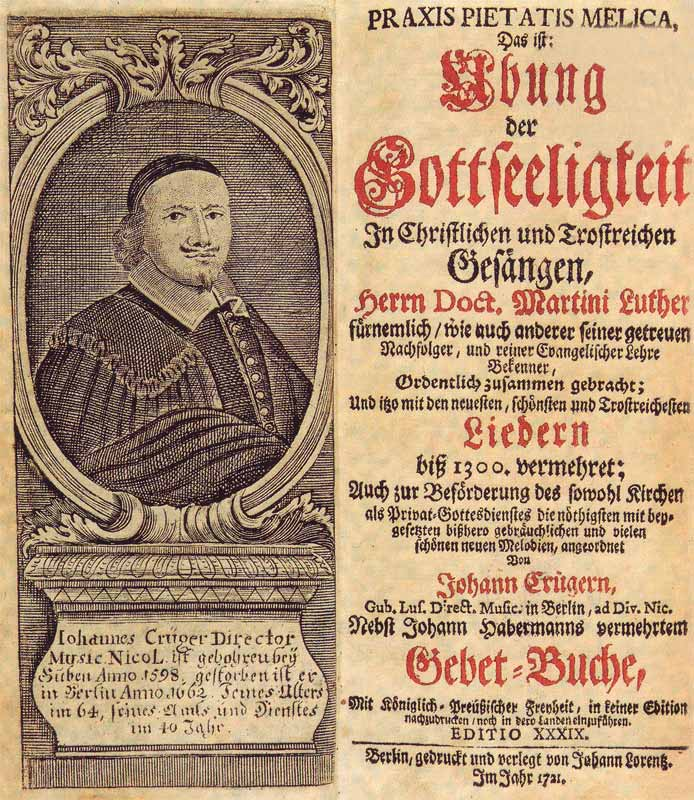
Praxis pietatis melica de Johann Crüger, hinário luterano do século XVII.

O impacto das canções e hinos vernáculas da Reforma fez surgiu na Igreja Católica hinários e coleções de músicas. O primeiro livro católico de canto congregacional foi compilado em 1537 pelo monge Michael Vehe. O livro continha algumas revisões de músicas Lutero.
Em 1567 foi publicado o Geistliche Lieder und Psalmen der Alten Apostolischer recht und warglaubiger Christlicher Kirchen pelo reitor do Colegiado de São Pedro de Bautzen, Johann Leisentrit. É um dos maiores e mais completos hinários da reforma católica. Contém 250 músicas com 181 melodias (muitas delas a partir de fontes protestantes), e cerca de 70 outras novas canções escritas pelo próprio Leisentrit.
O Concílio de Trento deu aos jesuítas a missão de trabalhar para a "formação da fé", incluindo neste sentido a publicação de muitos hinários. No período barroco seguiu-se a publicação de hinários "tipicamente católicos" com coleções focando o Corpus Christi e canções a Maria e outros santos por exemplo.

### Pietismo
Com o crescimento do pietismo muitos novos hinários surgiram. O principal hinário pietista foi publicado em 1704 sob o título de Freylinghausensches Gesangbuch. Continha dois volumes e cerca de 1.500 músicas. Os hinários pietistas reproduziam em seus hinos uma forte preocupação com a santificação pessoal.

### Racionalismo
No período racionalista protestante do século XVIII, muitas músicas já existentes foram revisadas de acordo com os padrões (pensamento) racionalistas de valor existente. O mais conhecido hinário racionalista foi o composto pelo teólogo Johann Andreas Cramer, sob o título de Cramersches Gesangbuch.

### Século XIX
O século XIX trouxe um retorno às canções primitivas da Reforma e às velhas formas litúrgicas, muito por influência da corrente artística romantista (que prevalecia na época). Os primeiros hinários traziam uma abordagem rigidamente protestante tradicional. Em meados do século XIX os hinários já estavam mais flexíveis e traziam novos hinos com abordagens do pietismo e racionalismo juntamente com a abordagem tradicionalista-romantista.